# 100 mètres masculin aux Jeux olympiques d'été de 1992 (athlétisme)
Pour un article plus général, voir Athlétisme aux Jeux olympiques d'été de 1992.
Navigation
Séoul 1988 Atlanta 1996
L'épreuve du 100 mètres masculin aux Jeux olympiques de 1992 s'est déroulée les 31 juillet et 1er août 1992 au Stade olympique de Montjuic de Barcelone, en Espagne.  Elle est remportée par le Britannique Linford Christie.

## Résultats

### Finale
| Rang               | Athlète            | Pays        | Temps   |
| ------------------ | ------------------ | ----------- | ------- |
| Médaille d'or      | Linford Christie   | Royaume-Uni | 9 s 96  |
| Médaille d'argent  | Frankie Fredericks | Namibie     | 10 s 02 |
| Médaille de bronze | Dennis Mitchell    | États-Unis  | 10 s 04 |
| 4                  | Bruny Surin        | Canada      | 10 s 09 |
| 5                  | Leroy Burrell      | États-Unis  | 10 s 10 |
| 6                  | Olapade Adeniken   | Nigeria     | 10 s 12 |
| 7                  | Raymond Stewart    | Jamaïque    | 10 s 22 |
| 8                  | Davidson Ezinwa    | Nigeria     | 10 s 26 |

### Demi-Finale 1
| Rang | Athlète          | Pays                        | Temps   | Notes |
| ---- | ---------------- | --------------------------- | ------- | ----- |
| 1    | Leroy Burrell    | États-Unis                  | 9 s 97  | Q     |
| 2    | Linford Christie | Royaume-Uni                 | 10 s 00 | Q     |
| 3    | Dennis Mitchell  | États-Unis                  | 10 s 10 | Q     |
| 4    | Davidson Ezinwa  | Nigeria                     | 10 s 23 | Q     |
| 5    | Chidi Imoh       | Nigeria                     | 10 s 30 |       |
| 6    | Robson da Silva  | Brésil                      | 10 s 32 |       |
| 7    | Vitaliy Savin    | Équipe unifiée de l’ex-URSS | 10 s 33 |       |
| 8    | Ben Johnson      | Canada                      | 10 s 70 |       |

### Demi-Finale 2
| Rang | Athlète          | Pays       | Temps   | Notes |
| ---- | ---------------- | ---------- | ------- | ----- |
| 1    | Frank Fredericks | Namibie    | 10 s 17 | Q     |
| 2    | Bruny Surin      | Canada     | 10 s 21 | Q     |
| 3    | Olapade Adeniken | Nigeria    | 10 s 28 | Q     |
| 4    | Ray Stewart      | Jamaïque   | 10 s 33 | Q     |
| 5    | Talal Mansour    | Qatar      | 10 s 34 |       |
| 6    | Emmanuel Tuffour | Ghana      | 10 s 34 |       |
| 7    | Max Morinière    | France     | 10 s 42 |       |
| 8    | Mark Witherspoon | États-Unis | DNF     |       |

### Quart de Finale 1
| Rang | Athlète          | Pays                        | Temps   | Notes |
| ---- | ---------------- | --------------------------- | ------- | ----- |
| 1    | Mark Witherspoon | États-Unis                  | 10 s 19 | Q     |
| 2    | Robson da Silva  | Brésil                      | 10 s 29 | Q     |
| 3    | Talal Mansour    | Qatar                       | 10 s 32 | Q     |
| 4    | Max Morinière    | France                      | 10 s 34 | Q     |
| 5    | Marcus Adam      | Royaume-Uni                 | 10 s 35 |       |
| 6    | Pavel Galkin     | Équipe unifiée de l’ex-URSS | 10 s 37 |       |
| 7    | Eric Akogyiram   | Ghana                       | 10 s 68 |       |
| 8    | Atlee Mahorn     | Canada                      | 10 s 77 |       |

### Quart de Finale 2
| Rang | Athlète             | Pays                        | Temps   | Notes |
| ---- | ------------------- | --------------------------- | ------- | ----- |
| 1    | Frank Fredericks    | Namibie                     | 10 s 13 | Q     |
| 2    | Bruny Surin         | Canada                      | 10 s 24 | Q     |
| 3    | Vitaliy Savin       | Équipe unifiée de l’ex-URSS | 10 s 33 | Q     |
| 4    | Davidson Ezinwa     | Nigeria                     | 10 s 38 | Q     |
| 5    | John Myles-Mills    | Ghana                       | 10 s 41 |       |
| 6    | Stefan Burkart      | Suisse                      | 10 s 57 |       |
| 7    | Samuel Nchinda-Kaya | Cameroun                    | 10 s 58 |       |
| 8    | Patrick Stevens     | Belgique                    | 10 s 69 |       |

### Quart de Finale 3
| Rang | Athlète          | Pays       | Temps   | Notes |
| ---- | ---------------- | ---------- | ------- | ----- |
| 1    | Dennis Mitchell  | États-Unis | 10 s 22 | Q     |
| 2    | Olapade Adeniken | Nigeria    | 10 s 22 | Q     |
| 3    | Emmanuel Tuffour | Ghana      | 10 s 31 | Q     |
| 4    | Ray Stewart      | Jamaïque   | 10 s 36 | Q     |
| 5    | Satoru Inoue     | Japon      | 10 s 50 |       |
| 6    | Daniel Cojocaru  | Roumanie   | 10 s 57 |       |
| 7    | Daniel Sangouma  | France     | 10 s 64 |       |
| 8    | Giannis Zsimidis | Chypre     | 10 s 65 |       |

### Quart de Finale 4
| Rang | Athlète               | Pays          | Temps   | Notes |
| ---- | --------------------- | ------------- | ------- | ----- |
| 1    | Linford Christie      | Royaume-Uni   | 10 s 07 | Q     |
| 2    | Leroy Burrell         | États-Unis    | 10 s 08 | Q     |
| 3    | Chidi Imoh            | Nigeria       | 10 s 21 | Q     |
| 4    | Ben Johnson           | Canada        | 10 s 30 | Q     |
| 5    | Sanusi Turay          | Sierra Leone  | 10 s 40 |       |
| 6    | Arnaldo Oliveira      | Brésil        | 10 s 47 |       |
| 7    | Shinji Aoto           | Japon         | 10 s 53 |       |
| 8    | Jean-Olivier Zirignon | Côte d'Ivoire | 10 s 54 |       |

### Tour Préliminaire 1
| Rang | Athlète               | Pays          | Temps   | Notes |
| ---- | --------------------- | ------------- | ------- | ----- |
| 1    | Leroy Burrell         | États-Unis    | 10 s 21 | Q     |
| 2    | Satoru Inoue          | Japon         | 10 s 48 | Q     |
| 3    | Jean-Olivier Zirignon | Côte d'Ivoire | 10 s 55 | Q     |
| 4    | Abdulieh Janneh       | Gambie        | 10 s 71 |       |
| 5    | Hassan Illiassou      | Niger         | 10 s 73 |       |
| 6    | Khaled Ibrahim Jouma  | Bahreïn       | 10 s 80 |       |
| 7    | Jaime Zelaya          | Honduras      | 11 s 02 |       |
| 8    | Claude Roumain        | Haïti         | 11 s 07 |       |

### Tour Préliminaire 2
| Rang | Athlète             | Pays                        | Temps   | Notes |
| ---- | ------------------- | --------------------------- | ------- | ----- |
| 1    | Dennis Mitchell     | États-Unis                  | 10 s 21 | Q     |
| 2    | Vitaliy Savin       | Équipe unifiée de l’ex-URSS | 10 s 29 | Q     |
| 3    | Samuel Nchinda-Kaya | Cameroun                    | 10 s 41 | Q     |
| 4    | Gustavo Envelda     | Guinée équatoriale          | 10 s 65 |       |
| 5    | Florencio Aguilar   | Panama                      | 10 s 89 |       |
| 6    | Dominique Canti     | Saint-Marin                 | 11 s 14 |       |
| 7    | Charles Tayot       | Gabon                       | DNF     |       |
| 8    | Andreas Berger      | Autriche                    | DSQ     |       |

### Tour Préliminaire 3
| Rang | Athlète          | Pays              | Temps   | Notes |
| ---- | ---------------- | ----------------- | ------- | ----- |
| 1    | Linford Christie | Royaume-Uni       | 10 s 48 | Q     |
| 2    | Arnaldo Oliveira | Brésil            | 10 s 55 | Q     |
| 3    | Daniel Sangouma  | France            | 10 s 63 | Q     |
| 4    | Ato Boldon       | Trinité-et-Tobago | 10 s 77 |       |
| 5    | Hussain Arif     | Pakistan          | 10 s 83 |       |
| 6    | Fabian Muyaba    | Zimbabwe          | 10 s 84 |       |
| 7    | Pascal Dangbo    | Bénin             | 11 s 03 |       |
| 8    | Henry Daley      | Costa Rica        | 11 s 11 |       |

### Tour Préliminaire 4
| Rang | Athlète               | Pays        | Temps   | Notes |
| ---- | --------------------- | ----------- | ------- | ----- |
| 1    | Frank Fredericks      | Namibie     | 10 s 29 | Q     |
| 2    | Marcus Adam           | Royaume-Uni | 10 s 57 | Q     |
| 3    | Atlee Mahorn          | Canada      | 10 s 64 | Q     |
| 4    | Boevi Lawson          | Togo        | 10 s 69 |       |
| 5    | Sriyantha Dissanayake | Sri Lanka   | 10 s 87 |       |
| 6    | Gabriel Simeon        | Grenade     | 11 s 10 |       |
| 7    | Adam Hassan Sakak     | Soudan      | 11 s 12 |       |
| 8    | Robinson Stewart      | Eswatini    | 11 s 20 |       |

### Tour Préliminaire 5
| Rang | Athlète          | Pays                        | Temps   | Notes |
| ---- | ---------------- | --------------------------- | ------- | ----- |
| 1    | Ray Stewart      | Jamaïque                    | 10 s 61 | Q     |
| 2    | Patrick Stevens  | Belgique                    | 10 s 63 | Q     |
| 3    | John Myles-Mills | Ghana                       | 10 s 64 | Q     |
| 4    | Neville Hodge    | Îles Vierges des États-Unis | 10 s 71 |       |
| 5    | Henrico Atkins   | Barbade                     | 10 s 83 |       |
| 6    | Golam Ambia      | Bangladesh                  | 11 s 06 |       |
| 7    | Gabriel Qoro     | Fidji                       | 11 s 14 |       |
| 8    | Mark Sherwin     | Îles Cook                   | 11 s 53 |       |

### Tour Préliminaire 6
| Rang | Athlète                | Pays       | Temps   | Notes |
| ---- | ---------------------- | ---------- | ------- | ----- |
| 1    | Davidson Ezinwa        | Nigeria    | 10 s 31 | Q     |
| 2    | Ben Johnson            | Canada     | 10 s 55 | Q     |
| 3    | Erick Akogyiram        | Ghana      | 10 s 60 | Q     |
| 4    | Juan Jesus Trapero     | Espagne    | 10 s 64 |       |
| 5    | Joel Otim              | Ouganda    | 10 s 94 |       |
| 6    | Soryba Diakité         | Guinée     | 11 s 10 |       |
| 7    | Noureddine Ould Ménira | Mauritanie | 11 s 22 |       |
| 8    | Ahmed Shageef          | Maldives   | 11 s 36 |       |

### Tour Préliminaire 7
| Rang | Athlète               | Pays                      | Temps   | Notes |
| ---- | --------------------- | ------------------------- | ------- | ----- |
| 1    | Olapade Adeniken      | Nigeria                   | 10 s 36 | Q     |
| 2    | Talal Mansour         | Qatar                     | 10 s 43 | Q     |
| 3    | Stefan Burkart        | Suisse                    | 10 s 67 | Q     |
| 4    | Visut Watanasin       | Thaïlande                 | 10 s 72 |       |
| 5    | Andre da Silva        | Brésil                    | 10 s 78 |       |
| 6    | Valentin Ngbogo       | République centrafricaine | 10 s 79 |       |
| 7    | Bernard Manana        | Papouasie-Nouvelle-Guinée | 11 s 35 |       |
| 8    | Sitthixay Sacpraseuth | Laos                      | 12 s 02 |       |

### Tour Préliminaire 8
| Rang | Athlète                 | Pays                | Temps   | Notes |
| ---- | ----------------------- | ------------------- | ------- | ----- |
| 1    | Chidi Imoh              | Nigeria             | 10 s 47 | Q     |
| 2    | Daniel Cojocaru         | Roumanie            | 10 s 57 | Q     |
| 3    | Sanusi Turay            | Sierra Leone        | 10 s 58 | Q     |
| 4    | Kennedy Ondiek          | Kenya               | 10 s 60 |       |
| 5    | Kareem Streete-Thompson | Îles Caïmans        | 10 s 78 |       |
| 6    | David Nkoua             | République du Congo | 10 s 96 |       |
| 7    | Emery Gill              | Belize              | 11 s 51 |       |
| 8    | Ahmed Al-Moamari Bashir | Oman                | 11 s 58 |       |

### Tour Préliminaire 9
| Rang | Athlète          | Pays      | Temps   | Notes |
| ---- | ---------------- | --------- | ------- | ----- |
| 1    | Max Morinière    | France    | 10 s 36 | Q     |
| 2    | Bruny Surin      | Canada    | 10 s 37 | Q     |
| 3    | Emmanuel Tuffour | Ghana     | 10 s 45 | Q     |
| 4    | Tatsuo Sugimoto  | Japon     | 10 s 56 |       |
| 5    | Ku Wai Ming      | Hong Kong | 10 s 74 |       |
| 6    | Toluta'u Koula   | Tonga     | 10 s 85 |       |
| 7    | Afonso Ferraz    | Angola    | 11 s 32 |       |
| 8    | Fletcher Wamilee | Vanuatu   | 11 s 41 |       |

### Tour Préliminaire 10
| Rang | Athlète             | Pays                        | Temps   | Notes |
| ---- | ------------------- | --------------------------- | ------- | ----- |
| 1    | Robson da Silva     | Brésil                      | 10 s 24 | Q     |
| 2    | Mark Witherspoon    | États-Unis                  | 10 s 27 | Q     |
| 3    | Pavel Galkin        | Équipe unifiée de l’ex-URSS | 10 s 43 | Q     |
| 4    | Yiánnis Zisimídis   | Chypre                      | 10 s 51 | q     |
| 5    | Shinji Aoto         | Japon                       | 10 s 54 | q     |
| 6    | Charles-Louis Seck  | Sénégal                     | 10 s 57 |       |
| 7    | Ousmane Diarra      | Mali                        | 10 s 87 |       |
| 8    | Bothloko Shebe      | Lesotho                     | 10 s 94 |       |
| 9    | Patrice Traoré Zeba | Burkina Faso                | DNF     |       |

## Légende
Records et Performances
- AR : Record continental (area record)
- CR : Record des championnats (championship record)
- MR : Record du meeting (meet record)
- NR : Record national (national record)
- OR : Record olympique (olympic record)
- PR : Record paralympique (paralympic record)
- PB : Record personnel (personal best)
- SB : Meilleure performance personnelle de la saison (season's best)
- WL : Meilleure performance mondiale de l'année (world leader)
- WJR : Record du monde junior (world junior record)
- WR : Record du monde (world record)

Circonstances et Conditions
- DNF : N'a pas terminé (did not finish)
- DNS : N'a pas pris le départ (did not start)
- DQ : Disqualification (disqualification)
- NM : Aucun essai valable enregistré (No Mark)
- Q : Qualifié « directement » au prochain tour (ou à la prochaine compétition), lors d'une compétition majeure, grâce au classement ou à la réalisation des minima (automatic qualifier)
- q : Qualifié au prochain tour (ou à la prochaine compétition), lors d'une compétition majeure, grâce au repêchage ou à la réalisation de l'une des meilleures performances parmi celles des « non qualifiés directement » (grâce au meilleur temps ou à la meilleure distance par exemple) (secondary qualifier)